# Região de Moesa

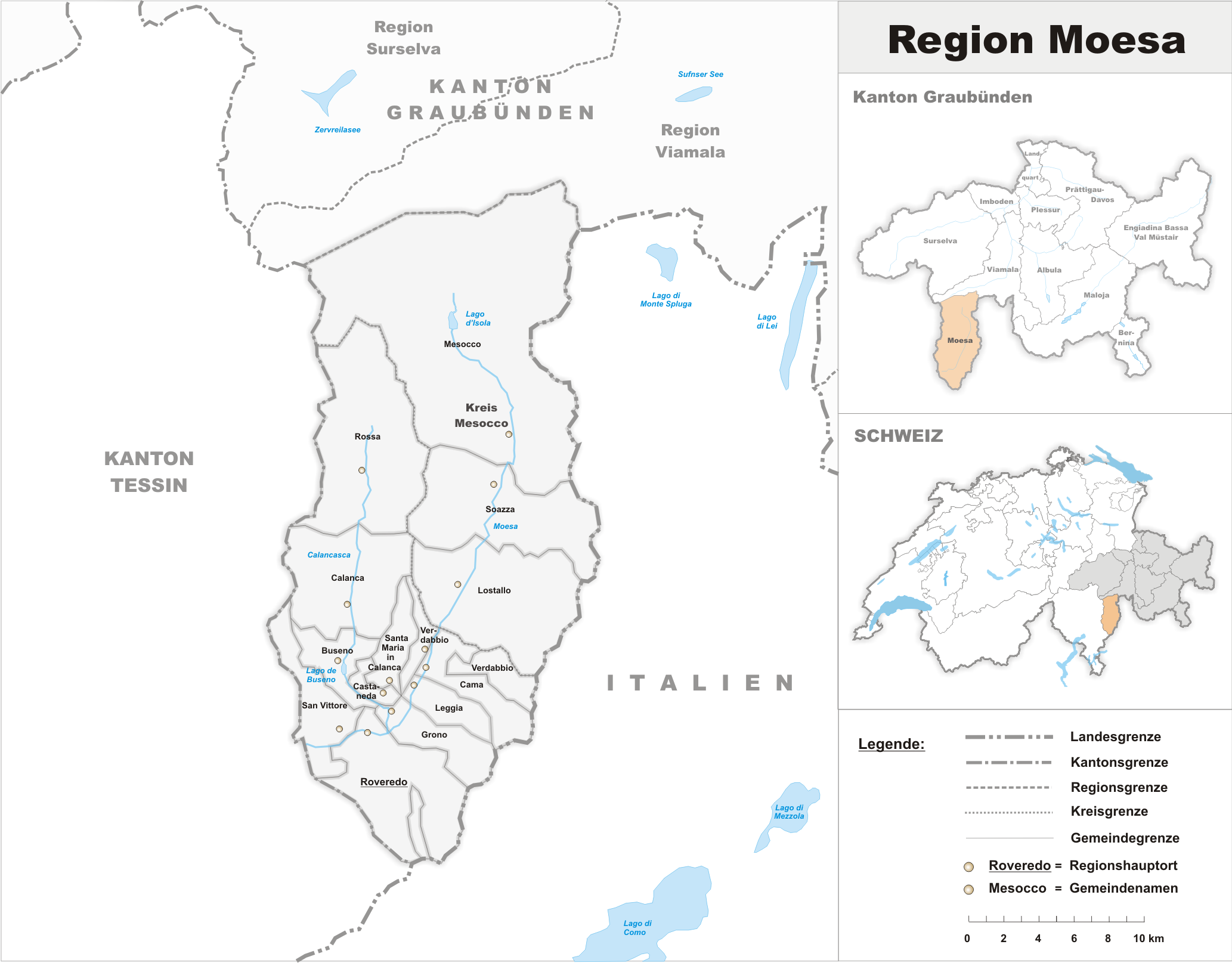
Mapa da Localização da Região de Moesa.

Moesa é uma região do cantão de Grisões, na Suíça. Tem 473,74 km² de área e sua população em 2019 foi estimada em 8.671 habitantes. Sua sede é a comuna de Samedan.
Foi criada em 1 de janeiro de 2016, a partir do território do antigo distrito de Moesa, como parte de uma reorganização territorial do Cantão.

## Comunas
| Buseno                 | 89    | 11.15  |
| Castaneda              | 274   | 3.96   |
| Rossa                  | 151   | 58.88  |
| Santa Maria in Calanca | 109   | 9.31   |
| Lostallo               | 805   | 50.86  |
| Mesocco                | 1.344 | 164.75 |
| Soazza                 | 319   | 46.42  |
| Cama                   | 552   | 15     |
| Grono                  | 1.406 | 37.12  |
| Roveredo               | 2.581 | 38.79  |
| San Vittore            | 841   | 22.06  |
| Calanca                | 200   | 37.73  |